# Borreta
La borreta és un plat típic de la cuina alcoiana, l'Alacantí o el Comtat, a llocs com Alcoi, Xixona o Agres. És un guisat consistent en creïlles, espinacs, nyores i un peix salat (generalment bacallà encara que també és coneguda la borreta de melva) per donar-li sabor. També és comú afegir-li al final de la cocció un ou per cada comensal que quedarà escaldat.